# Primera División 1974-1975 (hockey su pista)
La Primera Division 1974-1975 è stata la 6ª edizione del torneo di secondo livello del campionato spagnolo di hockey su pista. La competizione è iniziata il 5 ottobre 1974 e si è conclusa il 13 aprile 1975.
Il torneo è stato vinto dal CP Claret davanti al Mieres; le due squadre furono promosse in División de Honor per la stagione successiva.

## Squadre partecipanti
| Club               | Città     | Impianto | Stagione precedente                  |
| ------------------ | --------- | -------- | ------------------------------------ |
| Alcodiam Salesiano |           |          | 13º in Primera División, ripescato   |
| Augustinos         | Valencia  |          | In Segunda División, promosso        |
| Calafell           | Calafell  |          | 13º in División de Honor, retrocesso |
| CP Claret          | Siviglia  |          | 5º in Primera División               |
| Femsa Madrid       | Madrid    |          | 4º in Primera División               |
| Igualada           | Igualada  |          | 6º in Primera División               |
| Liceo La Paz       | La Coruña |          | In Segunda División, promosso        |
| Lleida             | Lleida    |          | 8º in Primera División               |
| Mieres             | Mieres    |          | 7º in Primera División               |
| Montemar           | Alicante  |          | 14º in División de Honor, retrocesso |
| Pilaristas         | Madrid    |          | 9º in Primera División               |
| Reus Ploms         | Reus      |          | 3º in Primera División               |

## Classifica finale
|  | Pos. | Squadra            | Pt | G  | V  | N | P  | GF  | GS  | DR   |
|  | ---- | ------------------ | -- | -- | -- | - | -- | --- | --- | ---- |
|  | 1.   | CP Claret          | 31 | 22 | 15 | 1 | 6  | 115 | 82  | +33  |
|  | 2.   | Mieres             | 30 | 22 | 14 | 2 | 6  | 103 | 91  | +12  |
|  | 3.   | Reus Ploms         | 29 | 22 | 14 | 1 | 7  | 134 | 79  | +55  |
|  | 4.   | Montemar           | 29 | 22 | 13 | 3 | 6  | 112 | 83  | +29  |
|  | 5.   | Calafell           | 28 | 22 | 13 | 2 | 7  | 102 | 61  | +41  |
|  | 6.   | Lleida             | 27 | 22 | 12 | 3 | 7  | 82  | 56  | +26  |
|  | 7.   | Igualada           | 19 | 22 | 9  | 1 | 12 | 81  | 92  | -11  |
|  | 8.   | Femsa Madrid       | 18 | 22 | 8  | 2 | 12 | 97  | 88  | +9   |
|  | 9.   | Liceo La Paz       | 15 | 22 | 6  | 3 | 13 | 83  | 135 | -52  |
|  | 10.  | Pilaristas         | 15 | 22 | 7  | 1 | 13 | 83  | 112 | -29  |
|  | 11.  | Augustinos         | 11 | 22 | 4  | 3 | 15 | 99  | 144 | -145 |
|  | 12.  | Alcodiam Salesiano | 11 | 22 | 5  | 1 | 16 | 67  | 135 | -68  |

Legenda:
      Promosso in División de Honor 1975-1976.
  Partecipa ai play-out.
      Retrocesse in Segunda Division 1975-1976.
Note:
Due punti a vittoria, uno a pareggio, zero a sconfitta.

## Verdetti
|  | Verdetto                       | Club                          |
|  | ------------------------------ | ----------------------------- |
|  | Promosse in División de Honor  | CP Claret Mieres              |
|  | Retrocesse in Segunda Division | Augustinos Alcodiam Salesiano |